# 西宮一民
西宮 一民（にしみや かずたみ、1924年7月18日 - 2007年5月6日）は、日本の国文学者・国語学者。皇學館大学元学長。

## 経歴
奈良県桜井市出身。生家は談山神社の社家であった。
1942年に奈良県立奈良中学校を卒業。1944年に神宮皇學館大學予科修了、神宮皇學館大學古典科専攻入学と同時に陸軍特別幹部候補生となる。1946年に神宮皇學館大學が廃学となったので、京都帝国大學文学部転入学。澤瀉久孝に師事。1949年に卒業後、京都大学大学院入学、近畿大学附属高等学校教諭となる。
1952年に帝塚山学院短期大学講師、1954年に京都大学大学院退学、帝塚山学院短期大学助教授。1962年に皇學館大学教授。1994年に皇學館大学学長、「古事記の研究」で博士（文学）（京都大学）の学位を取得。
2000年に皇學館大学を退職、皇學館大学名誉教授。勲三等旭日中綬章を受章した。
2007年に呼吸不全のため死去（82歳）。正五位。

## 業績
西宮の『古事記』研究の特徴は、漢字の訓を「文脈」によって決定するというものであった。割り当てられる訓が複数ある場合は、語源を中心に考えることで核となる意味が明確になり、訓を決定することができるとした。一方で、自説への執着が少なく、昨日発表した説が今日には変わっているということも珍しくなかった。

## 著書

### 単著
- 『近畿方言調査簿』（近畿方言学会） 1954年
- 『住吉大社神楽歌考証』（住吉大社） 1962年
- 『新年歌会始歌集』（保育社） 1963年
- 『日本上代の文章と表記』（風間書房） 1970年
- 『古事記』（桜楓社） 1973年
- 『日本書紀・風土記』（角川書店） 1977年
- 『古事記』（新潮社、新潮日本古典集成） 1979年
- 『万葉集全注』巻第3（有斐閣） 1984年
- 『古語拾遺』（岩波書店、岩波文庫） 1985年　ISBN 4003003519
- 『上代祭祀と言語』（桜楓社） 1990年　ISBN 4273023881
- 『上代の和歌と言語』（和泉書院） 1991年　ISBN 4870884674
- 『古事記の研究』（おうふう） 1993年　ISBN 4273027488
- 『日本語をいとおしむ』（西宮学長を囲む会） 1994年
- 『古事記の言葉』（高科書店、古事記研究大系10） 1995年

### 共著
- 『万葉集研究法 1』（皇學館大学出版部） 1971年
- 『古事記の研究史』（高科書店、古事記研究大系2） 1999年

### 編著
- 『時代別国語大辞典 上代編』（三省堂） 1967年　ISBN 9784385132372
- 『日本書紀』全3巻（小学館、新編日本古典文学全集） 1994年 - 1998年
- 『現代神道研究集成1：古典研究編』（神社新報社） 1998年　ISBN 4915265277
- 『藤井寺市史：各説編』（藤井寺市役所） 2000年
- 『上代語と表記』（おうふう） 2000年　ISBN 4273031515